# Mondkapje

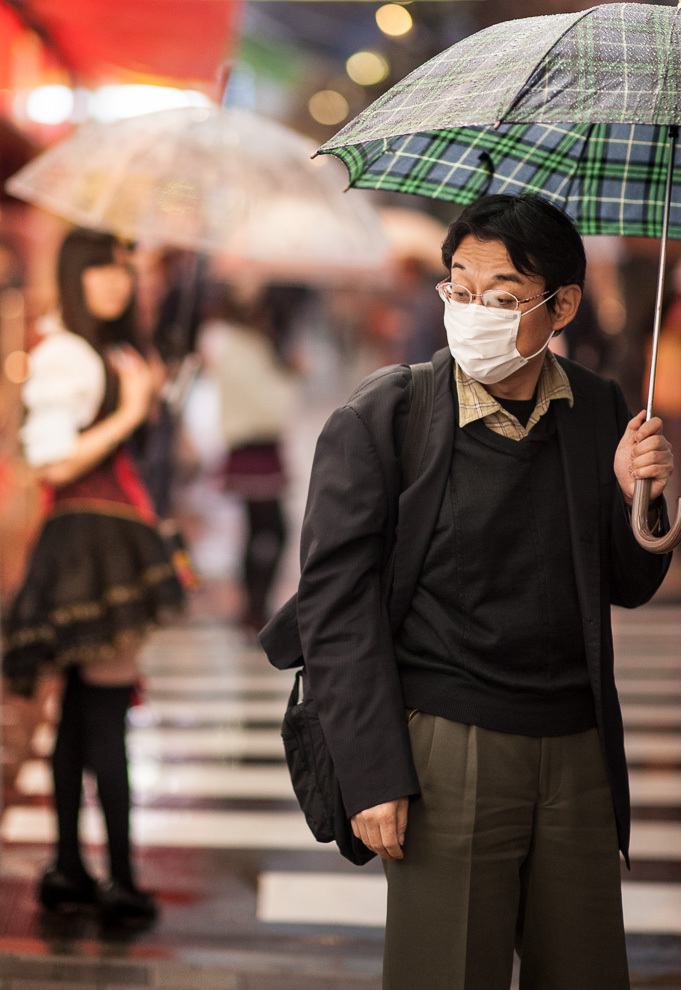
Een Japanner draagt een chirurgisch mondmasker.

Een mondkapje of mondmasker is een textiel mond-neusmasker dat functioneert als een spat- of luchtfilter. Het materiaal kan een non-woventextiel van cellulose- of synthetische vezel zijn of een katoenen stoflap. Het mondkapje kan voor eenmalig gebruik of te reinigen zijn. In geval van schaarste worden mondkapjes bedoeld voor eenmalig gebruik soms meerdere malen gebruikt, al of niet met tussentijdse reiniging, indien mogelijk.
Mondkapjes zijn er in verschillende kwaliteiten en soorten afhankelijk van het gebruiksdoel en comfort. In de zorg en industrie zijn bij bepaalde handelingen gecertificeerde typen verplicht. Er zijn normen voor chirurgische mondmaskers en ademhalingsbeschermingsmaskers zoals de Europese FFP en Amerikaanse N95-norm. Er worden "mondkapjes bedoeld voor de zorg", en "niet-medische mondkapjes" (ook "mondkapjes voor civiel gebruik" genoemd) onderscheiden.

## Medische mondkapjes
In de medische zorg worden chirurgische mondmaskers en ademhalingsbeschermingsmaskers gebruikt. Beide hebben een ander doel. Chirurgische mondmaskers worden  onder meer tijdens chirurgische ingrepen gebruikt. Het masker beschermt de patiënt tegen micro-organismen afkomstig van de zorgverlener, en omgekeerd de zorgverlener tegen vloeistofspatten zoals bloed afkomstig van de patiënt. Deze mondmaskers van cellulose worden niet sluitend tegen het gezicht gedragen, maar zijn aan de zijkant open en beschermen de drager daardoor niet tegen de aerogene overdracht van virussen.
Een ademhalingsbeschermingsmasker dient ter bescherming van het ademhalingsstelsel (de respiratoire orgaanstructuren, zoals de trachea, bronchiën en alveoli). In Nederland adviseert het RIVM ademhalingsbeschermingsmaskers voor medisch personeel. Mensen die werken met (mogelijk) besmette mensen gebruiken (zo mogelijk) FFP2-maskers. Ademhalingsbeschermingsmaskers helpen alleen als ze op de juiste manier gebruikt worden: ze moeten langs de randen goed sluiten tegen het gelaat om luchtlekkage te voorkomen. Na gebruik moeten ze veilig weggegooid worden waarbij de handen alleen het elastiek mogen raken. Na  dragen moeten handen gewassen worden met zeep of handalcohol. In de zorg moeten de mondkapjes gebruikt worden in combinatie met handschoenen, veiligheidsbril, schort en soms overalls.
In de Europese Unie geldt de standaard EN 149 FFP voor ademhalingsbeschermingsmaskers. In de Verenigde Staten geldt de standaard NIOSH N95. Medische mondkapjes worden in verschillende maten geproduceerd en in verschillende pasvormen. Zo zijn speciale versies voor brildragers en baarddragers. Te onderscheiden vormen zijn het cupmodel, vleugelmodel, vogel-/eendenbekvorm, plooivormig model en de platte vouw.

## Niet-medische mondkapjes

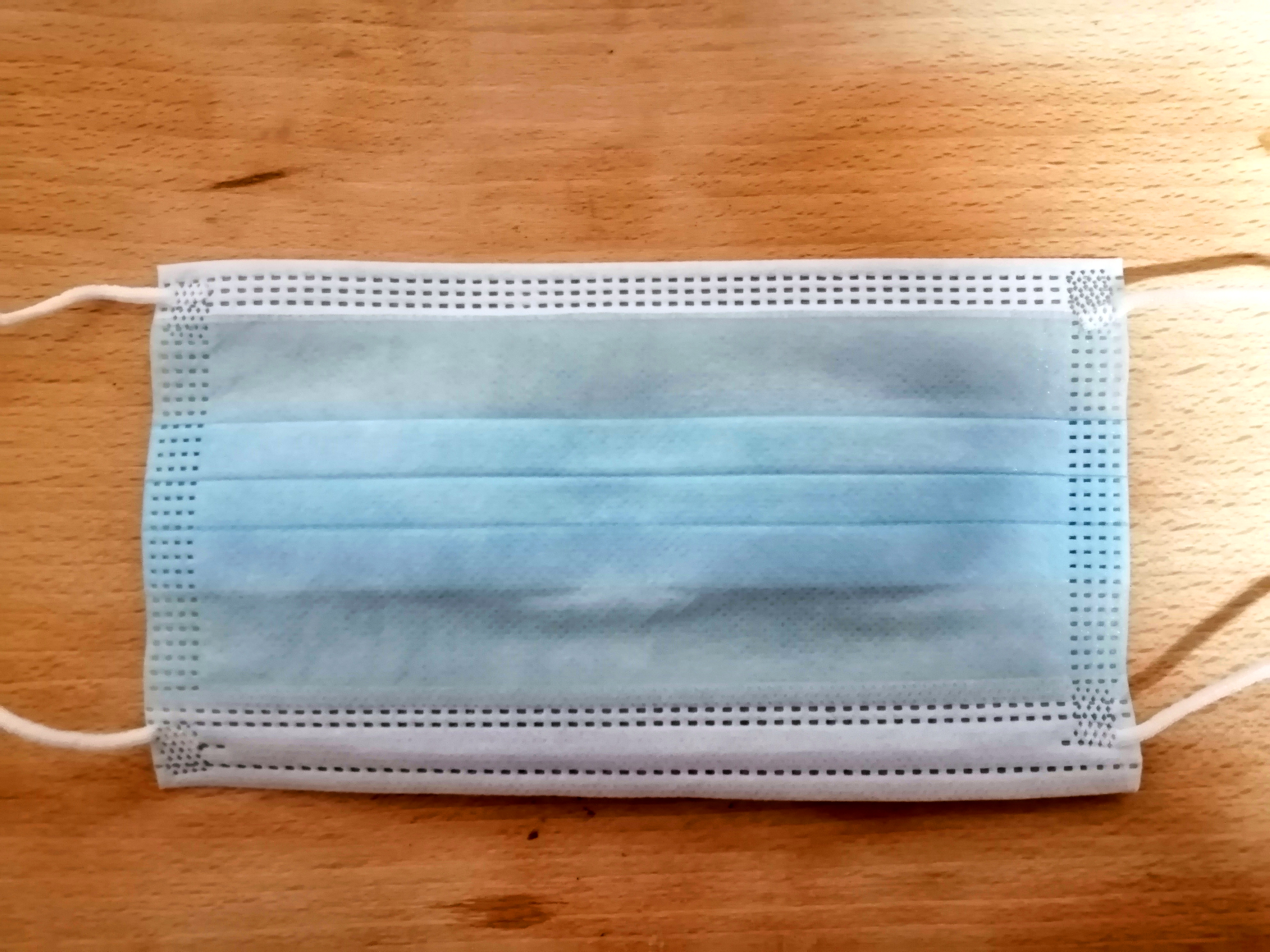
De niet-medische mondkapjes, zoals deze zeer veel worden gedragen, verschillen op het oog niet van de medische (chirurgische) mondkapjes.

Tijdens de coronapandemie in 2020 en 2021 werden er, deels verplicht, door het algemene publiek veel niet-medische mondkapjes gedragen. Niet-medische mondkapjes zijn in verschillende landen met een verbod op gezichtsbedekkende kleding (waaronder Nederland) uitgezonderd van het verbod om medische reden.
Er zijn ook mondkapjes met een lage filterwaarde die bedoeld zijn als stofmasker om te voorkomen dat de drager te veel stof binnenkrijgt in een stoffige omgeving. De kwaliteit van het stofmasker bepaalt in hoeverre ook fijnstof, roetdeeltjes of pollen gefilterd worden.
In niet-medische mondkapjes kunnen heel kleine deeltjes van chemische materialen (nanomaterialen) zitten. Deze voegt een fabrikant toe om het mondkapje beter schoon te houden. Het is nog niet duidelijk of dat ook zo werkt. Ook is niet bekend of deze mondkapjes met nanomaterialen wel veilig zijn voor mens en milieu, aldus RIVM.

## Geschiedenis

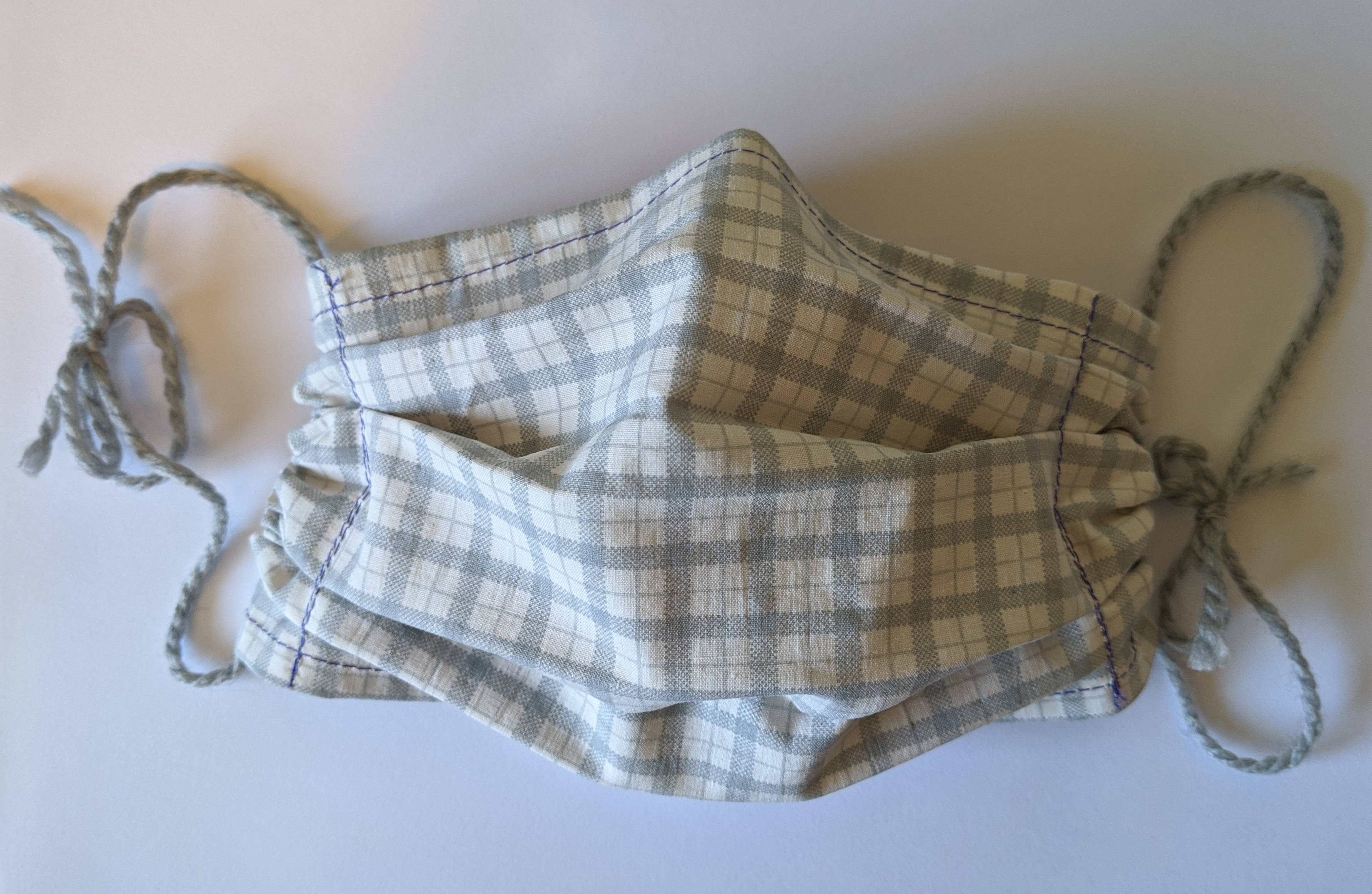
Zelfgemaakt mondkapje van stof.

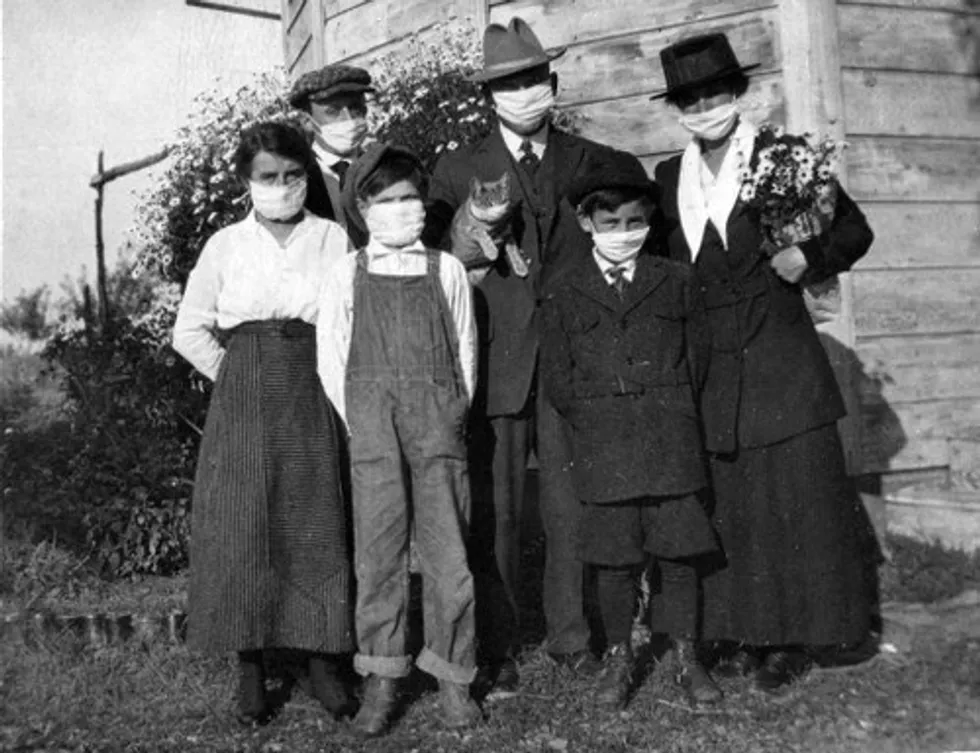
Gezin met mondkapjes in 1918 tijdens de Spaanse griep.

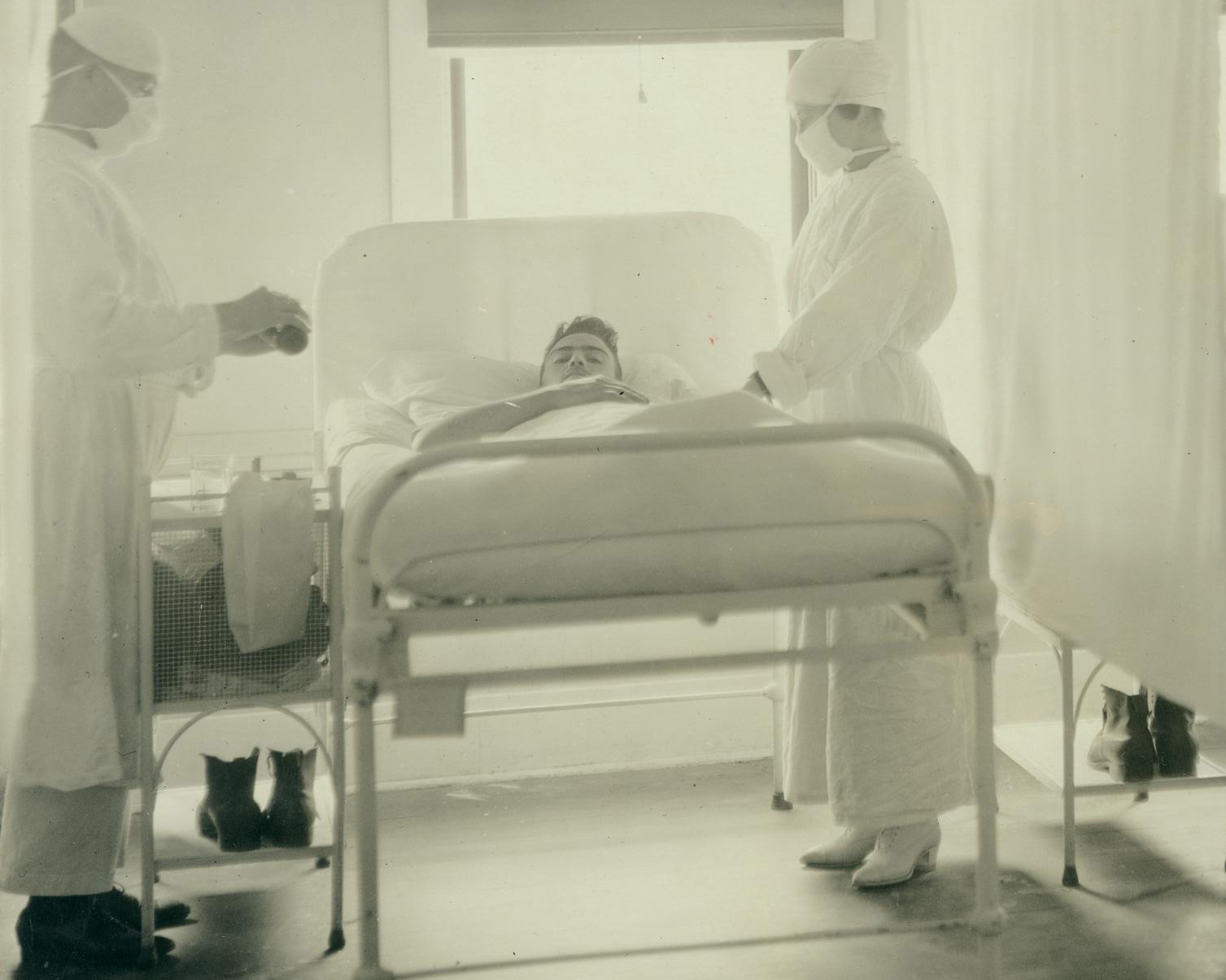
Medisch militair personeel met mondkapjes in 1918.

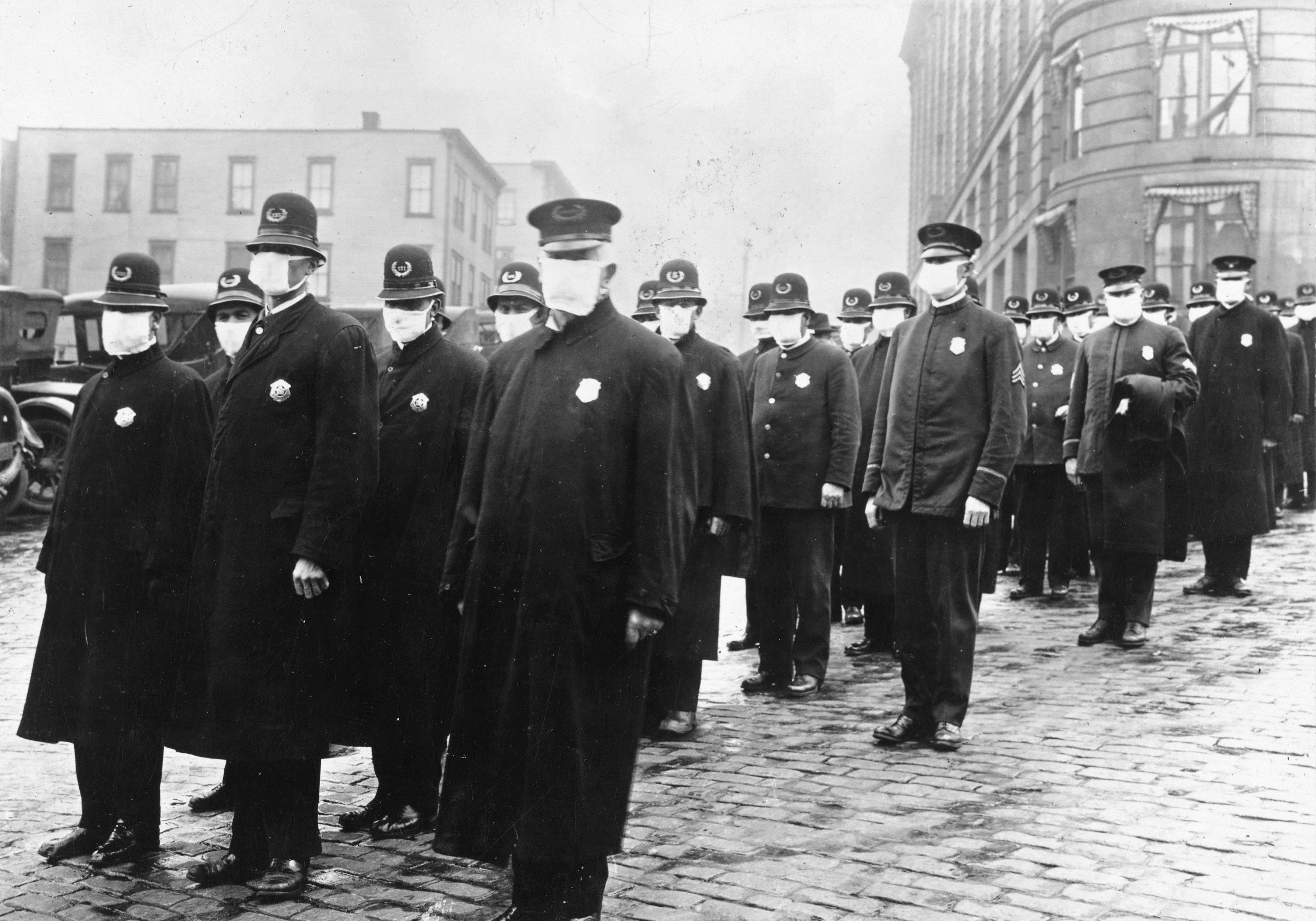
Politie in 1918 met mondkapjes.

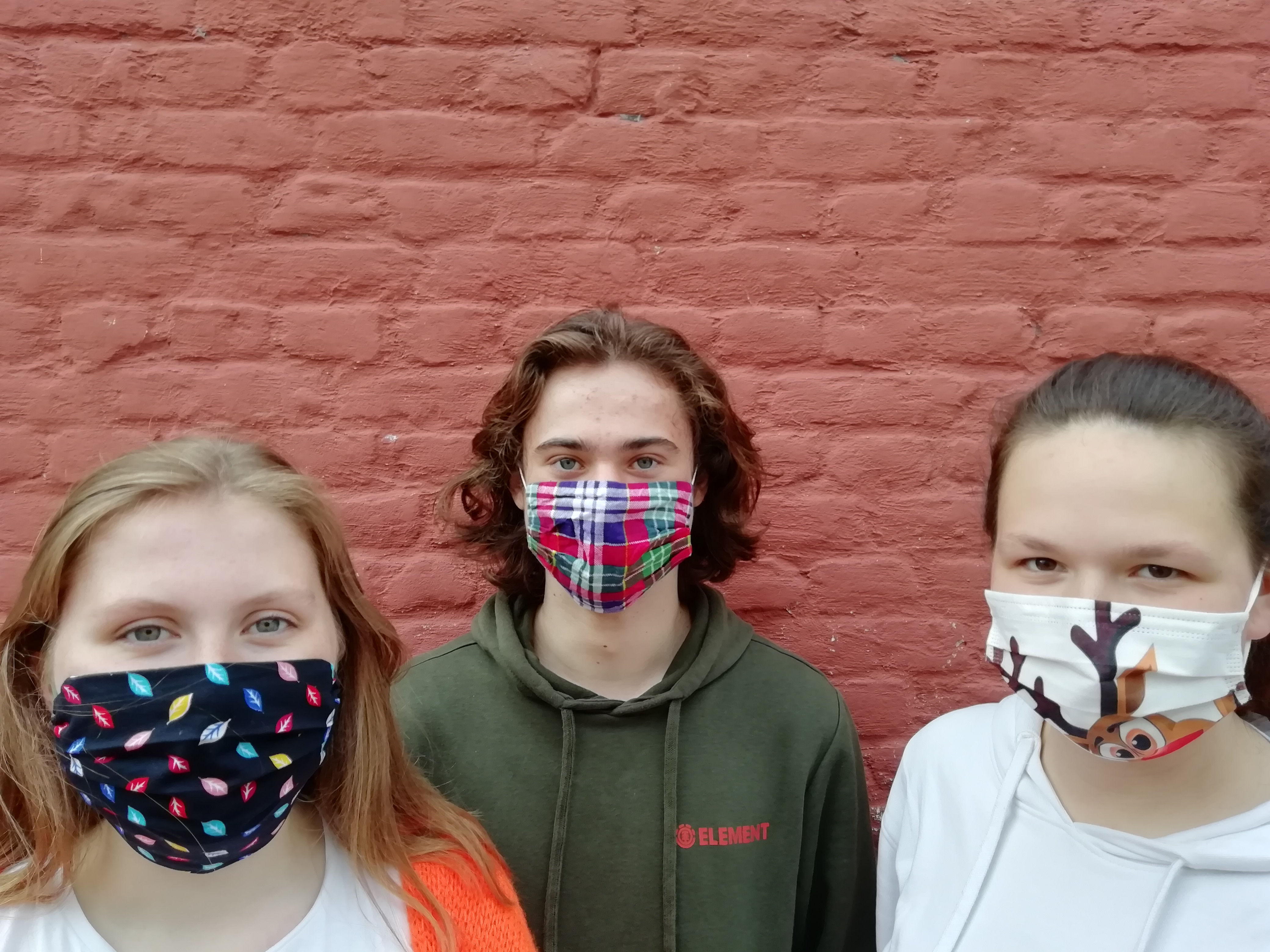
Voorbeeld van modieuze mondkapjes

Voordat er kennis was van bacteriën bestonden er al wel ideeën over het overbrengen van ziektes. Er werd onder andere gedacht dat ziektes konden worden overgebracht via spullen, kleding en via de adem. Ook werd er gedacht dat de met ziekte besmette adem gereinigd kon worden met sterk geurende kruiden of drankjes. Tijdens de pestuitbraak in de 17e eeuw werden deze ideeën gebruikt om een nieuwe vorm van bescherming te ontwikkelen voor zorgverleners. Om deze kruiden te gebruiken voor het reinigen van de lucht die werd ingeademd, werden maskers gemaakt waarbij de kruiden in een spits compartiment aan de voorkant konden worden ingebracht. Door dit geurcompartiment kregen de eerste maskers het uiterlijk van een vogelkop. Deze snavelachtige maskers waren bedoeld als bescherming tegen de 'plaag', het miasma, dat destijds werd gezien als de oorzaak van de pest. Toen zestig jaar later de pest opnieuw uitbrak, beschreef Jean-Jacques Manget in Traité de la Peste de eisen waaraan de mondkap van een pestmeester zou moeten voldoen. Zo zou het masker kristallen ogen moeten hebben, een lange neus vol geurige kruiden en twee neusgaten waardoor de met de pest besmette adem door de sterk geurende kruiden gereinigd zou worden.
Over deze nieuwe vorm van bescherming is later veel nagedacht. Zo publiceerde Carl Friedrich Flügge, medisch deskundige op het gebied van hygiëne, in 1897 een aantal artikelen over het ontstaan van infecties door verspreiding van deeltjes via de luchtwegen. In die tijd was het onderzoek naar het ademhalingssysteem als verspreider van bacteriën populair en werd er al voorgesteld afstand te houden. In datzelfde jaar introduceerde onder andere Flügge het idee van het bedekken van de mond tijdens operaties. Echter, het dragen van mondmaskers in ziekenhuizen tijdens operaties was nog lang niet verplicht en zeker niet gebruikelijk.
In 1918 ontstond de Spaanse griep in Amerika, Europa en China. Hierdoor werd het dragen van een mondkapje in veel steden van Amerika verplicht, zoals bijvoorbeeld in Tucson. Het dragen van een mondmasker was echter niet verplicht voor schoolkinderen, dit zorgde voor ophef omdat men het als discriminatie en klasse wetgeving beschouwde. Ook bracht het dragen ervan nadelen met zich mee: de brillen van mensen besloegen, waardoor er ongelukken in het verkeer gebeurden. Vanwege alle ophef over het mondkapje en het dalen van de besmettingscijfers, werd besloten om de verplichting weer in te trekken.
Het verplicht dragen van mondmaskers tijdens het uitvoeren van operaties kwam pas op rond 1920. Dit gebeurde voor het eerst in operatieruimtes in Duitsland en in de Verenigde Staten. Pas rond 1940 werden in Duitsland wasbare en steriliseerbare maskers geaccepteerd. Rond 1960 werden de wegwerp mondmaskers geïntroduceerd, die sindsdien over de hele wereld gebruikt worden.
Tijdens de Sars-epidemie in 2003 introduceerden gerenommeerde modehuizen mode-mondkapjes met daarop hun logo. Aan de reeds bestaande mondkapjes werd zo een commerciële draai gegeven. Gedurende de COVID-19-pandemie in 2020 breidde de mondkapjesmaatschappij zich verder uit en ontwikkelde het mondkapje zich tot een heus mode-accessoire.

## Milieuvervuiling
Het RIVM berekende dat in Nederland tijdens de coronapandemie tussen maart 2020 en maart 2022 naar schatting 1 miljard mondkapjes zijn gebruikt. Productie en afvalverwerking van mondkapjes veroorzaakten ongeveer 47 kiloton aan broeikasgassen, "evenveel als de jaarlijkse uitstoot van ruim 19.000 personenauto’s". Voor die kapjes is 6,6 miljoen kilo aan plastics, karton, metalen en textiel gebruikt en 840.000 kubieke meter water (evenveel als 18.000 huishoudens in een jaar gebruiken). Ook kwam naar schatting zo’n 60.000 kilo aan mondkapjes als zwerfafval in het milieu terecht.